# GNU (小惑星)
(9965) GNUは、小惑星帯の内側に位置する、小惑星族に属さない小惑星である。直径は約 4 km である。1992年3月5日、スペースウォッチ所属の天文学者がアリゾナ州のキットピーク国立天文台で発見した。不確定ではあるがD型小惑星に分類されると考えられ、39.7時間という長い自転周期を持つ。自由ソフトウェアのGNUプロジェクトに因んで命名された。

## 軌道と分類
小惑星帯の比較的内側である、太陽から 2.0 〜 2.8 au 離れた軌道（軌道長半径は約 2.42 au）を3年9か月（1373日）かけて公転している。軌道離心率は0.17、黄道に対する軌道傾斜角は12°である。観測弧は、キットピークでの公式な発見から4年遡る1988年1月のラ・シヤ天文台での1988 BD4としての最初の観測が起点である。

## 物理的性質
パンスターズによる観測とスローン・デジタル・スカイサーベイによる分類体系により、GNUは暗いD型小惑星に分類されている。また、小惑星帯内側で最も一般的であるS型小惑星とも推定されている。

### 自転周期
2012年9月及び10月、カリフォルニア州のw:Palomar Transient Factoryの天文学者がGNUの測光観測で2つの光度曲線を得た。光度曲線の分析により、R帯及びS帯で等級がそれぞれ0.36等級と0.42等級変化し、それぞれの光度曲線からは自転周期は39.720時間、39.745時間と算出された。GNUの自転周期は、小惑星帯の多くの小惑星の平均自転周期である2 〜 20時間よりもかなり長い。

### 半径とアルベド
広視野赤外線探査機 (WISE) のNEOWISEミッションで行われたサーベイによると、GNUの直径は2.07-6.293 km、表面アルベドは0.102-0.53と測定された。Collaborative Asteroid Lightcurve Link は、岩石質の小惑星の標準アルベドを0.20としており、絶対等級14.3等級に基づいて計算すると、直径は 4.10 kmとなる。

## 命名
リチャード・ストールマンが1984年に創設した自由ソフトウェアのGNUプロジェクトに因んで命名された。この言葉は、"GNU is not Unix"の再帰的頭字語である。このプロジェクトにより、プログラマが自由ソフトウェアを取引し、改善することが可能となった。公式な命名の引用は、2000年11月11日に小惑星センター(M.P.C. 41571)から公表された。